# Par Selo Gornje
Par Selo Gornje (en cyrillique : Пар Село Горње) est un village de Bosnie-Herzégovine. Il est situé sur le territoire de la ville de Tuzla, dans le canton de Tuzla et dans la fédération de Bosnie-et-Herzégovine. Selon les premiers résultats du recensement bosnien de 2013, il compte 545 habitants.

## Démographie

### Évolution historique de la population dans la localité
| 1948 | 1953 | 1961 | 1971 | 1981 | 1991 | 2013 |
| ---- | ---- | ---- | ---- | ---- | ---- | ---- |
| -    | -    | 696  | 817  | 787  | 859  | 545  |

|  |

### Communauté locale
En 1991, Par Selo Gornje faisait partie de la communauté locale de Par Selo, qui comptait 2 185 habitants, répartis de la manière suivante :